# DEAR MY LOVER/ウラオモテ
『DEAR MY LOVER/ウラオモテ』（ディアマイラバー/ウラオモテ）は、Hey! Say! JUMPの33枚目のシングル。2023年5月31日にジェイ・ストームから発売された。
約1年ぶりのシングルであり、ラブソングとソリッドな楽曲を両A面とすることで、グループの二面性を表現している。また、初回限定盤には2018年以来となる、Hey! Say! 7とHey! Say! BESTの新曲をそれぞれ収録。

## リリース
先着封入特典
- 初回限定盤① - オリジナル・チケットホルダー
- 初回限定盤② - オリジナル・スマホステッカー
- 通常盤 - オリジナル・クリアポスター（A4サイズ）

それぞれの特典の絵柄は購入店舗ごとに異なり、パターンA・Bの2種類がある。

封入特典・仕様
- 初回限定盤①・② - 16P歌詞ブックレット封入
- 通常盤 - 4面8P歌詞カード封入、初回プレス限定スリーブ仕様・ロゴステッカー封入

## 収録曲

### CD

#### 初回限定盤1
1. DEAR MY LOVER
作詞：YUUKI SANO、作曲：YUUKI SANO, 野口大志、編曲：遠藤ナオキ
  - 山田涼介出演 TBS系火曜ドラマ『王様に捧ぐ薬指』主題歌
2. ウラオモテ
作詞：YUUKI SANO、作曲：YUUKI SANO, 野口大志、編曲：野口大志, 坂室賢一
  - 山田涼介主演 フジテレビ系水10ドラマ『親愛なる僕へ殺意をこめて』主題歌
3. Sweet Chilli Sauce / Hey! Say! BEST
作詞：MICRO、作曲：MICRO, フジ・モトカ、編曲：フジ・モトカ

#### 初回限定盤2
※『ウラオモテ/DEAR MY LOVER』として発売
1. ウラオモテ
2. DEAR MY LOVER
3. あの日の僕へ / Hey! Say! 7
作詞・作曲：オカダユータ、編曲：清水哲平

#### 通常盤
1. DEAR MY LOVER
2. ウラオモテ
3. エーデルワイス
作詞・作曲：BAK, CHIMERAZ、編曲：CHIMERAZ
4. VILLAIN
作詞・作曲・編曲：majiko
5. DEAR MY LOVER（オリジナル・カラオケ）
6. ウラオモテ（オリジナル・カラオケ）
7. エーデルワイス（オリジナル・カラオケ）
8. VILLAIN（オリジナル・カラオケ）

### DVD/Blu-ray

#### 初回限定盤1
- 「DEAR MY LOVER」Music Video & Making, Dance Video, First Take Party!! ver.
- Hey! Say! BEST「Sweet Chilli Sauce」Vocal Recording

#### 初回限定盤2
- 「ウラオモテ」Music Video & Making, Lip Sync Cube ver.
- Hey! Say! 7「あの日の僕へ」Vocal Recording

## チャート成績
2023年6月6日発表の「オリコン週間シングルランキング」で初週24.2万枚を売り上げ、初登場1位を獲得。これで、デビューシングル『Ultra Music Power』から33作連続でシングル1位を獲得した。また、初週売上は前作『a r e a/恋をするんだ/春玄鳥』の22.9万枚を上回った。